# 阿什卡萊
阿什卡萊是土耳其的城鎮，由埃爾祖魯姆省負責管轄，位於該國東北部，面積1,530平方公里，海拔高度1,650米，主要經濟活動有農業和畜牧業，2008年人口11,455。